# Richard Burnell
Richard Burnell, né le 26 juillet 1917 à Henley-on-Thames et mort le 29 janvier 1995, est un rameur d'aviron britannique.

## Carrière
Richard Burnell participe aux Jeux olympiques de 1948 à Londres et remporte la médaille d'or en deux de couple avec Bert Bushnell.